# 龍舟

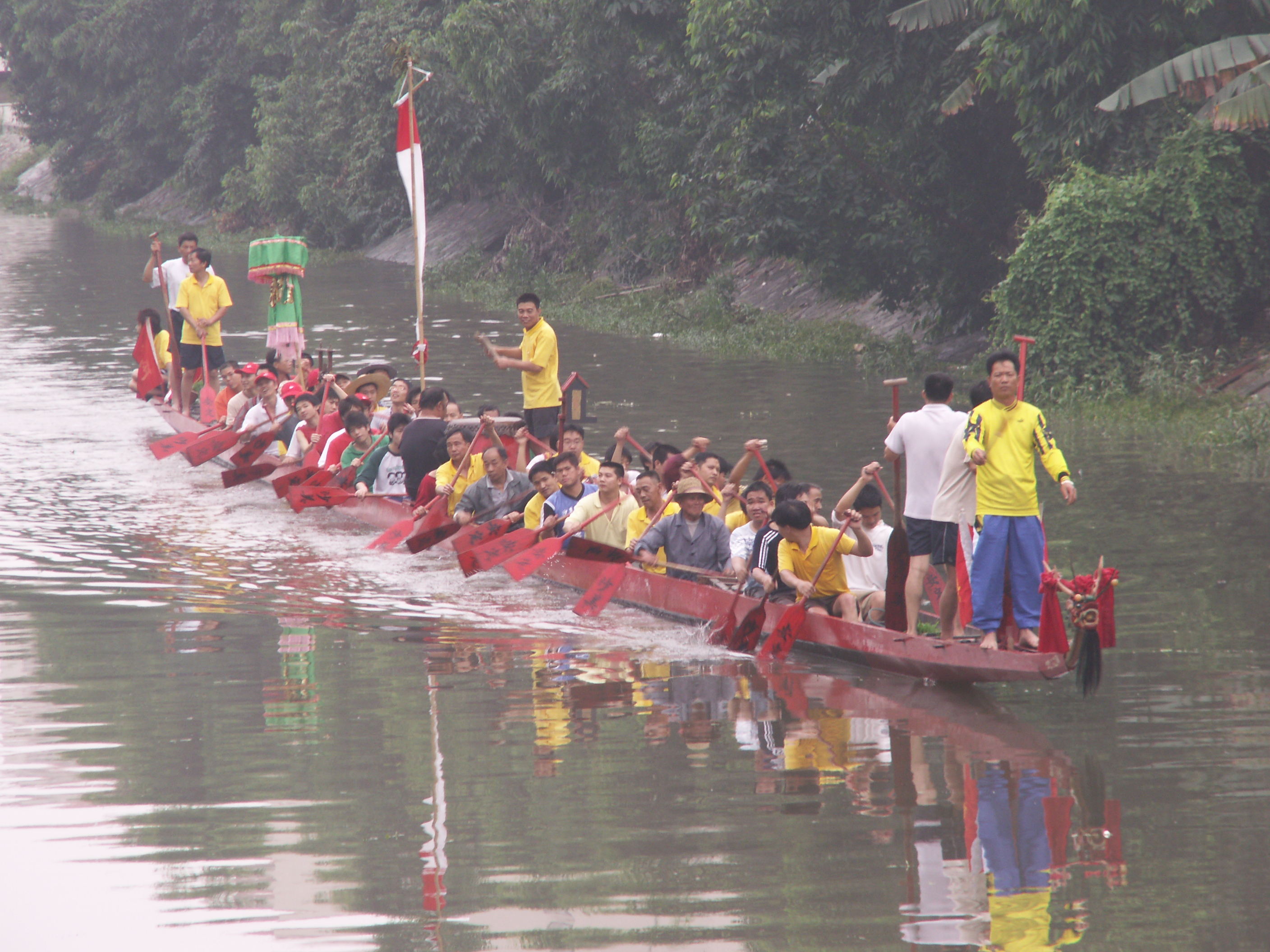
广东的龙舟

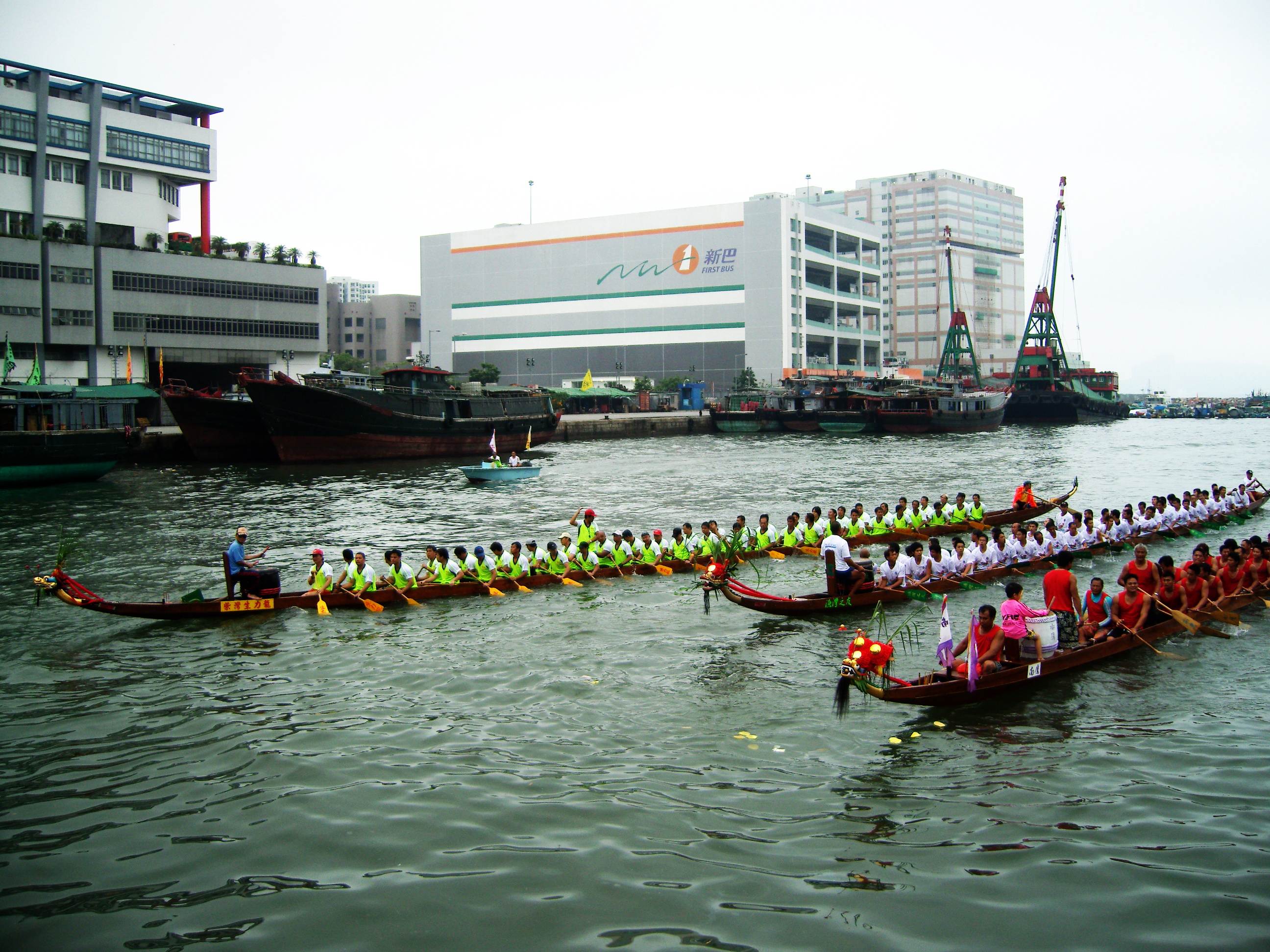
由50人撐扒的大龍，圖為2008年東區龍舟競渡大賽（香港）。

龍舟（或稱龍船）是指漢字文化圈的龍形舟，也是中國等地端午節競賽活動時使用的人力船隻。龍舟不但具有文化属性，從其引申發展出來的龍舟競賽現已發展為體育活動。龍舟競賽也不是汉民族專屬的活動，臺灣原住民族、苗族、越南民族等，也有歷史悠久的龙舟競渡活動。
由於賽龍舟被推廣成為體育項目，因此龍舟同時成為此體育項目的主要用品。

## 沿革
一般人可能認為龍舟是隨端午節而出現，但其實許多端午節習俗早在楚國前已流傳。其中的例證有《穆天子传》曾載：“曾有周天子（指周穆王）乘龍舟浮于大沼。”而《述異記》則敘述，吳王夫差作天池，池中有龍舟，日與西施戲水。由此看來，龍舟的出現可能是比楚國時期更早。
這推斷與考古學的發現一致，其中一個來自春秋战国时期的青铜钺，便刻有龙舟競渡图案。有學者更指龍舟演变自百越的独木舟，百越独木舟是以蛟龙为图腾。對於龍舟的起源和原因，今天仍在考究。無論如何，既有龍舟競渡，龍舟肯定已存在。按史料記錄的龍舟競渡之習俗早已盛行於吳越和楚國，及至明朝之後已盛行於宮廷和民間各地，此外隋炀帝也曾造过龙舟。其实龙舟的正式名称是广东船，是1850年代南方太平军的登陆舟艇，为的是北攻清军在扬州的江北大营，通常9兵共抬小舟渡长江，战后再划回江南，作战时太平军常数百艘同时行动抬舟下江，但在1856年南京内鬨，东王杨秀清运害后，北伐战略也因此停止。

## 種類

### 廣東觀賞龍舟
整個粵港澳地區用的觀賞龍舟船身较长略宽，龙头与尾部高翘，龙头可以上下左右摇动。
廣州
龍舟競渡在廣州至少有上成千年的歷史。每年端午節，都要舉辦端午賽龍舟的活動。古時廣州是「舟大人多」，屈大均當年形容：「舟龍長十餘丈，高六七尺，龍鬚去水二尺，龍額與項坐六七人。」
廣東劃龍舟又可叫扒龍船，叫做「趁景」。兄弟村、老表村成百條龍舟一起相聚聯絡感情，不論名次，從農曆五月初一到五月二十，幾乎每天有「景」——初一珠村景，初二海珠大塘景，初三車陂景，初四廟頭景，初五石牌、獵德景……這廣州已傳承多年的習俗。其實整個珠三角地區都有相似的趁景活動。另外廣州市和香港都分別有國際龍舟邀請賽。
在初四晚的龍舟大賽前會有龍船飯招呼橈手。龍舟起水打整之後，初三初四到各地遊大比試；並去拜訪關係較好的鄰村，主家村必以禮相迎，放鞭炮、敲鑼打鼓，中午用「龍橋餅」（類似核桃酥）招呼人客，晚餐就用燒豬肉、雞等宴客，互祝大賽成功。初五大賽後，初七初八就去市郊黃竹岐去拜龍母，五月初八是龍母誕，故此廣州俗諺云：「正月生菜會，五月龍母誕」。

### 苗族子母舟
龙舟由三只独木舟組合而成的，中间较长的一只称母舟；两边的子舟比母舟稍短。龙舟約長20米、寬1米。船身由完整杉木挖空而成；龍頭至頸則有水柳木雕刻。苗族龍舟常用於贵州苗族的龙舟节，不是比速度而是比禮物的多寡。

### 越南龍舟
越南廣寧省拜子龍灣的關蘭島（越南語：Đảo Quan Lạn）在每年農曆六月十八舉行關蘭島龍舟競渡，以紀念陳朝大將陳慶餘抵禦外侮、保家衛國的功績。
此外，越南傳統歌唱藝術官賀傳統上是站在龍舟上唱歌。

### 琉球龍舟

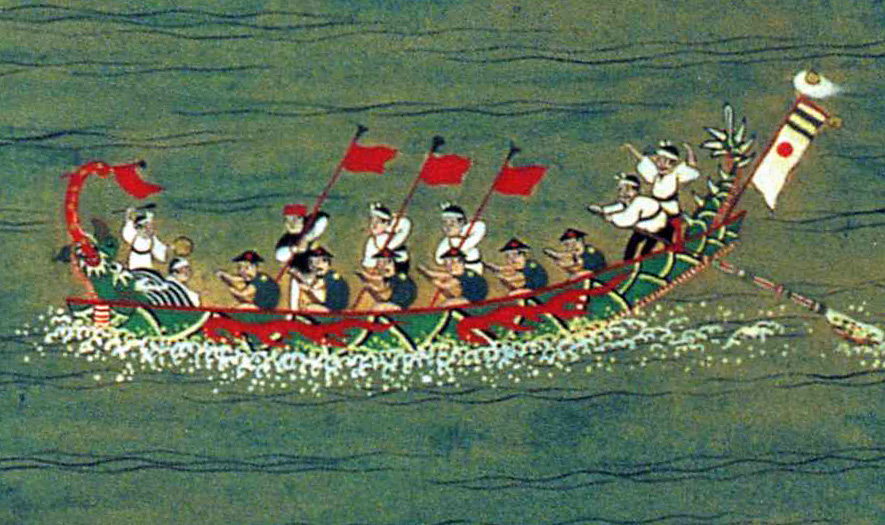
琉球第二尚氏王朝時期的划龍舟

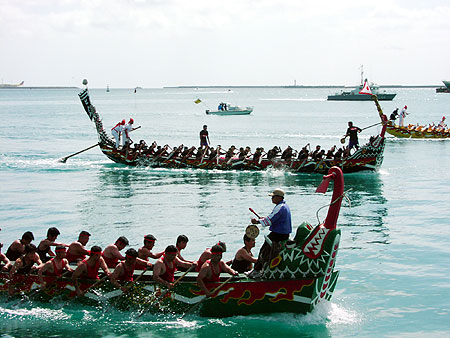
日本沖繩縣那霸市的端午龍舟競渡

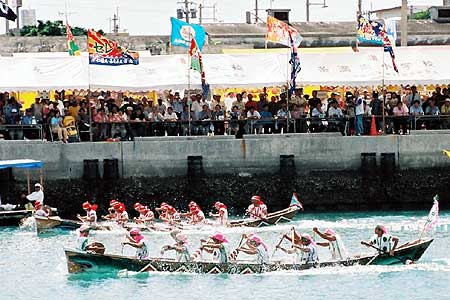
沖繩縣糸滿市的龍舟競渡

琉球爬龍舟已有六百多年歷史，相傳南山王汪應祖曾留學明朝的南京，歸國後在豐見城舉行琉球歷史上的第一場龍舟賽（但汪應祖留學南京一事不見於史料記載，另有閩人三十六姓將龍舟傳入琉球的說法）。
在琉球國都城首里和附近地區，每年端午節都會有龍舟競渡，首里現時歸入日本沖繩縣那霸市，那霸市隨著日本改用公曆，原來在農曆五月初五舉行的龍舟競渡也改為新曆的5月3日至5日舉行；鄰近的糸滿市仍然保持以農曆計算一些傳統節日，在端午節前夕（五月初四）和中秋節也會舉行龍舟競渡。而端午節前夕豐見城市也會在饒波川舉行龍舟競渡活動。龍舟頭部有棱角，舌長、往上翹起。

### 日本龍舟
由江戶時代初開始，划龍舟的習俗從中國傳到日本，自此長崎每年夏季都會舉行龍舟競渡。

### 台灣龍舟

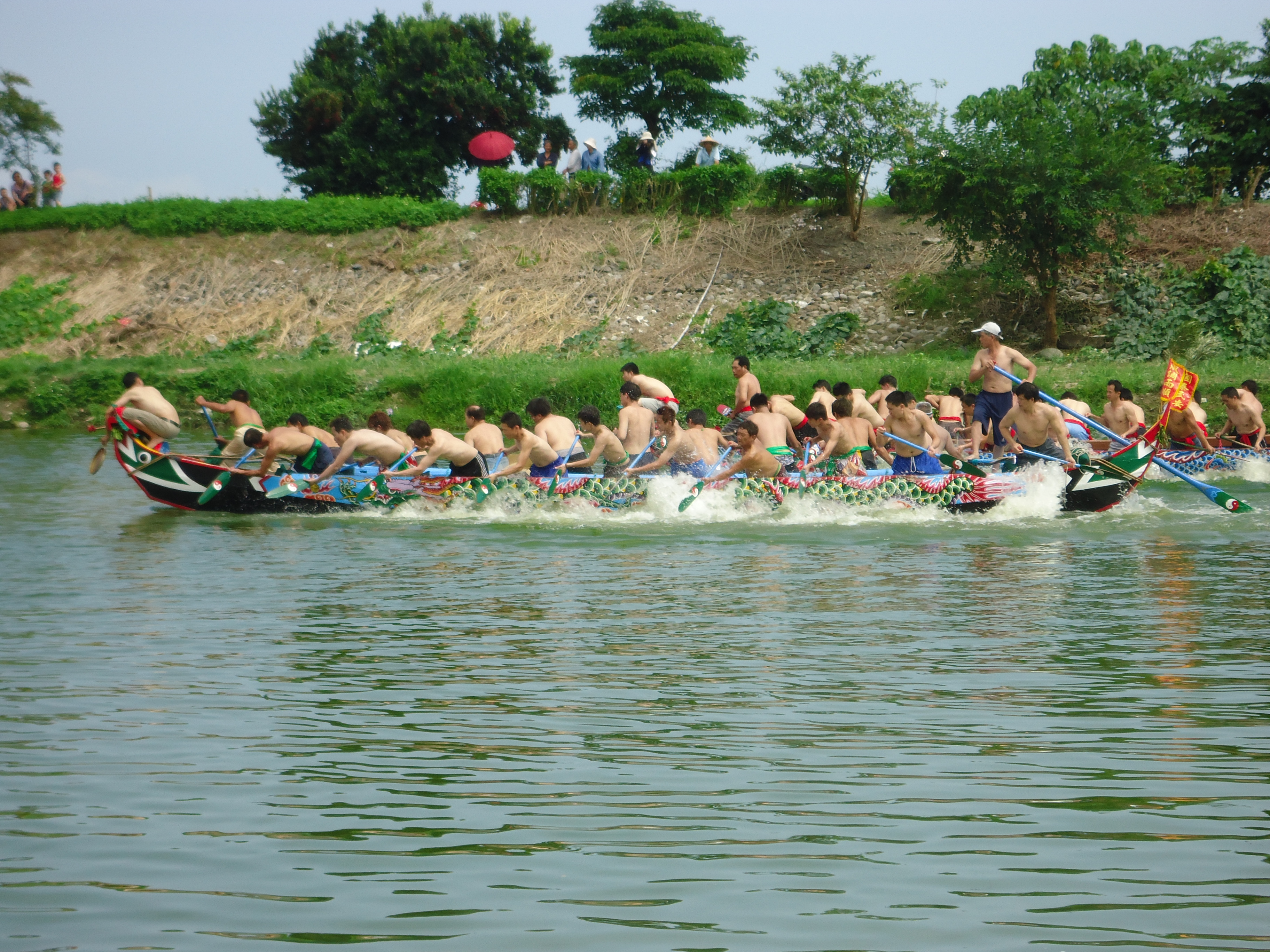
臺灣宜蘭礁溪二龍競渡龍舟

部分台灣原住民本身就有類似龍舟的競渡傳統，例如阿美族太巴塱部落辦有竹筏競渡賽，此外有一說認為二龍村龍舟競渡是源自於噶瑪蘭族以競渡舟船的方式逐水中精怪，或進行祈福、超渡亡魂的儀式，然而也有些人並不同意二龍競渡源自噶瑪蘭人的習俗 。後來中國東南沿海地區的龍舟競渡，也隨著漢民族來到台灣，稱作「扒龍船」或是「耙龍船」（ 臺灣話：pê-lîng-tsûn） 。 清領時期有許多競渡的紀載，目的並非單純紀念某位古人，而是有避邪祈福等，民俗信仰的性質。 日治時期在淡水河及高雄港等地也都有盛大的龍舟賽事，例如畫家蔡雪溪在1930年繪製的『扒龍船』便是描繪臺北人在大稻埕觀看端午競龍舟的景象。
端午節是台湾的重要民俗節日，近年來文化發展，台灣各縣市都自行舉辦龍舟競賽。台灣的龍舟以木造及玻璃纖維為主，並且被視為藝術品，較有名的是基隆的劉清正所製的木造龍舟和屏東的洪全瑞所製作的玻璃纖維龍舟及木造龍舟，有的鄉鎮使用大型及小型龍舟，以應付不同隊伍的大小，一般來說，木造龍舟較重，而玻璃纖維龍舟較為輕，由於沒有統一的規格，台灣各鄉鎮的龍舟規格也不一。
木造龍舟與玻璃纖維之龍舟各有不同之特點，木造龍舟可直接製作不同尺寸，玻璃纖維則需要開模才能製作，但若已有模具製作時間會較短，近年來台灣的木造龍舟及玻璃纖維龍舟皆只有洪全瑞同時有進行製作。
台灣玻璃纖維龍舟，以洪全瑞所製為例，龍頭、龍身、龍尾皆為玻璃纖維所製，大型龍舟不含頭尾長約11.3公尺，寬1.5公尺，可乘坐23人，小型龍舟不含頭尾長約9公尺，寬1.4公尺左右，可乘坐15人。
木造龍舟則依需求製作，尺寸、價格皆依照不同規格而有所不同。

### 朝鮮龍舟
一般為國王專用，也常見於佛教繪畫，佛教繪畫中的為般若龍船。

### 旱龙舟
旱龙舟（或稱陆上龙舟）用竹子或木製成，再以五色绫缎为鳞甲。船身比較大。

### 夜龙舟
龙舟两旁垂下无数小灯，在晚上出行。夜龙舟的灯光和水波互相辉映，猶如银白色的蛟龙在滑行。

### 皇室貴族龍舟
為皇室貴族專用船隻。高大寬敞，舟上有雄偉樓閣，舟身則有精雕彩繪，外表非常奢華。

### 現代競賽龍舟
龙舟注重轻盈，船身多以柚木(主要由印尼坤甸進口)或玻璃纤维為材料。

### 冰上龍舟
2017年1月，世界上首次冰上龍舟比賽在加拿大首都渥太華舉行，以作為當地慶祝華人農曆新年及認識中國文化的活動。冰上龍舟為塗上龍舟花紋的比賽用長艇，再在底下安裝上雪橇。參賽隊伍選手坐在龍舟內以雙手撐動滑雪杖，令龍舟在結了冰的湖面上滑行。中國駐加拿大領事館職員亦有出席這項比賽。

### 其他
由於龍舟已成為一種國際化的運動，一些西方國家的龍舟產生了不少變化，與傳統的龍舟造型相異。如會將龍頭的造型由傳統的中國龍改為西方龍，或是減去鼓手等。

## 競賽龍舟規格

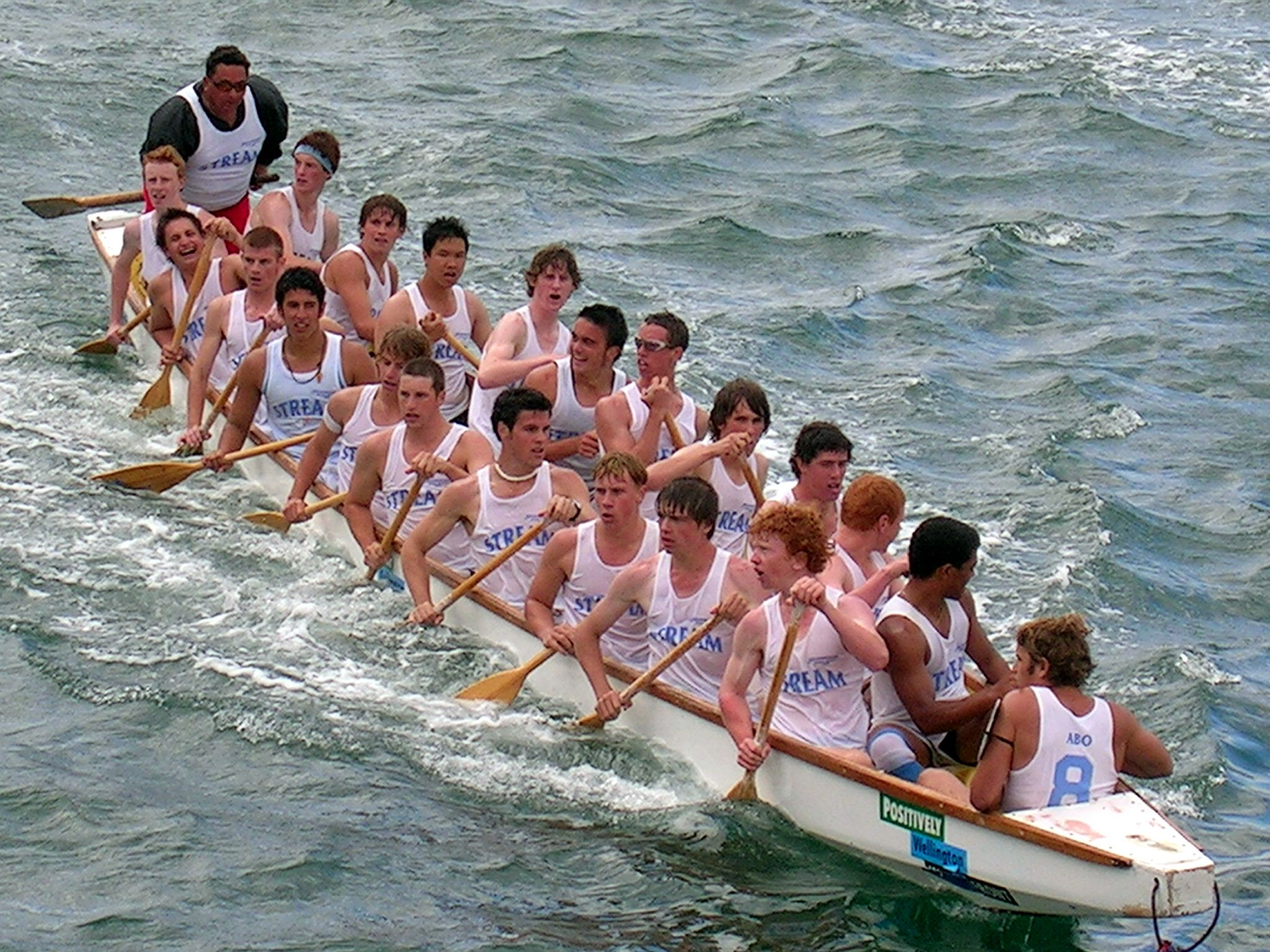
新西蘭威靈頓的龍舟節，其龍舟外形與獨木舟接近

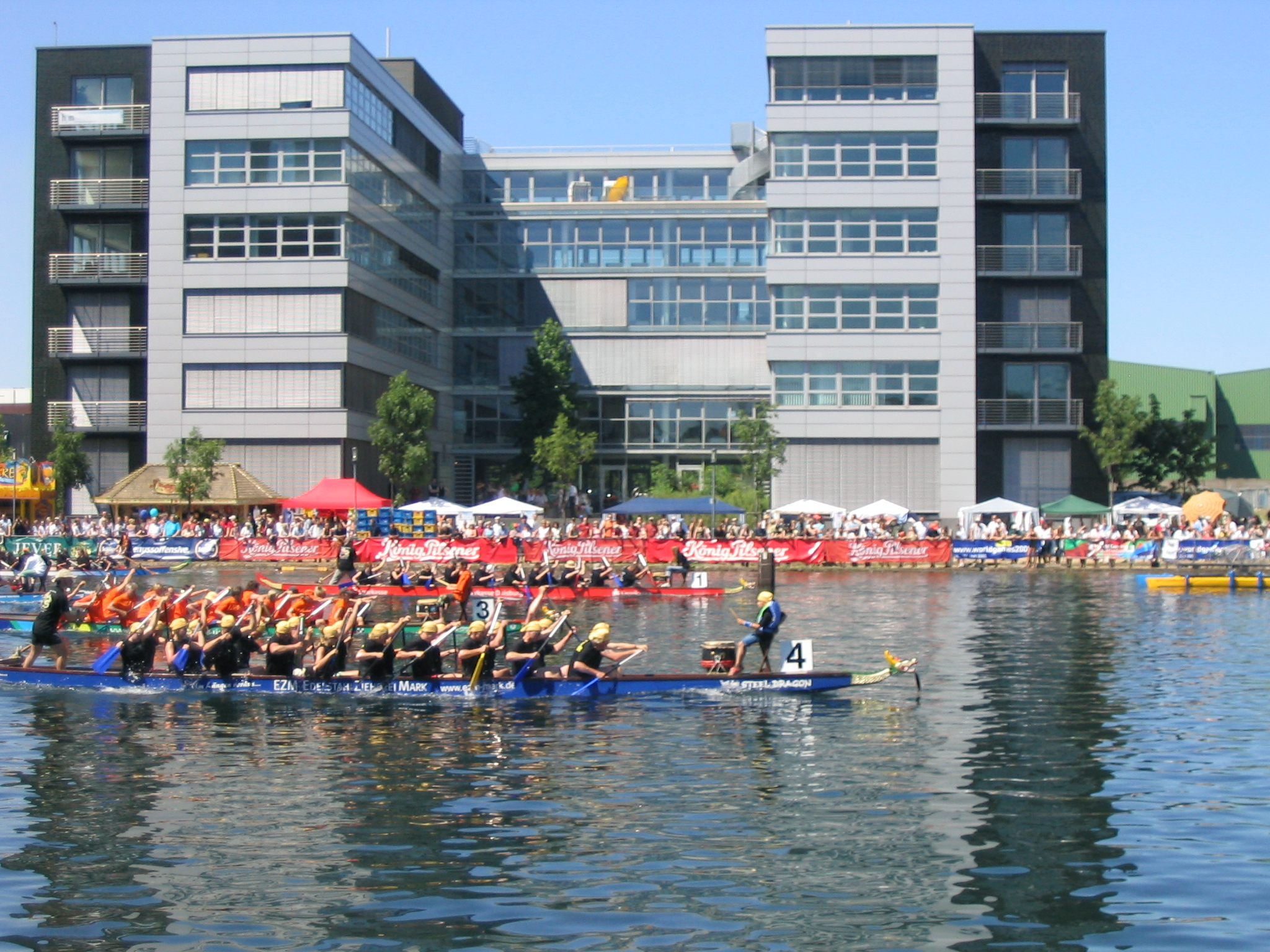
德國杜伊斯堡的龍舟競賽

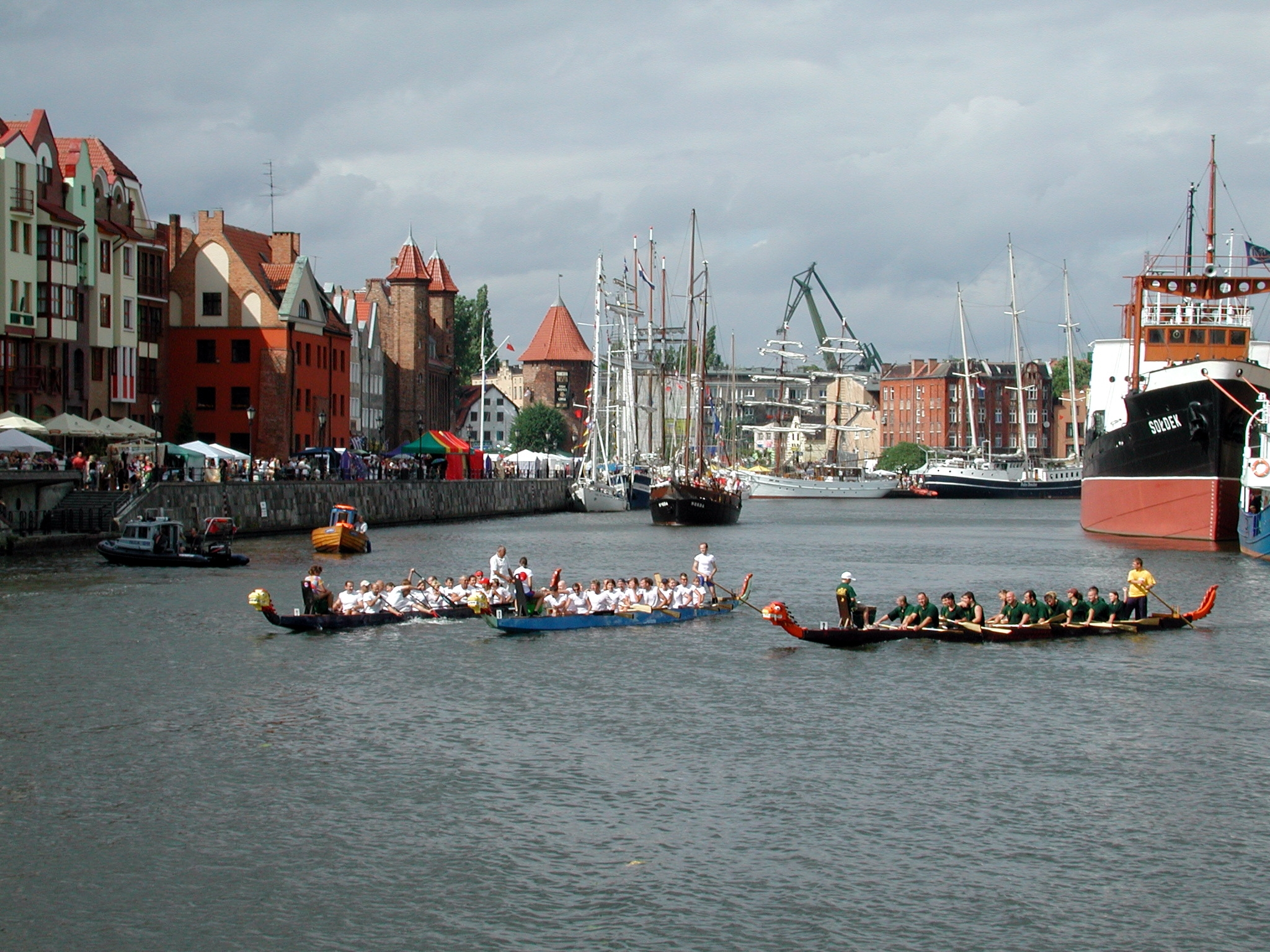
波蘭格但斯克的龍舟賽

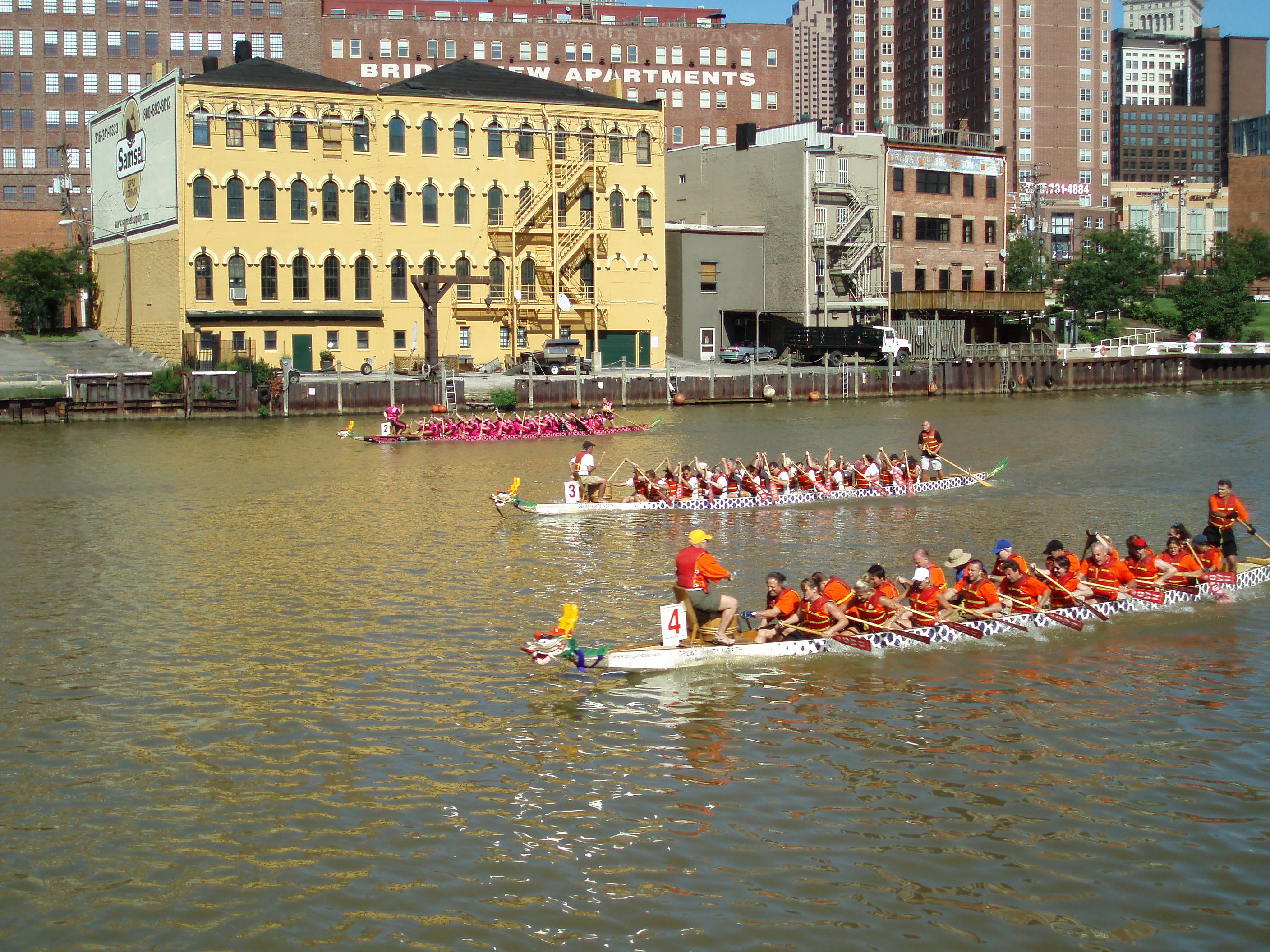
美國俄亥俄州克里夫蘭的龍舟競賽

### 小龍舟
根据中国龙舟协会竞赛规则：（暫沒統一標準，一般比賽要求）
- 龍舟長度：12米（由龍頭至龍尾）
- 船身長度：9.6米
- 龍舟宽度：96厘米（中舱最宽处）
- 龍舟重量：不設統一標準。（唯要求同一赛事所用之最重龍舟與最輕龍舟差距不超過5公斤）

## 奧運聖火傳遞

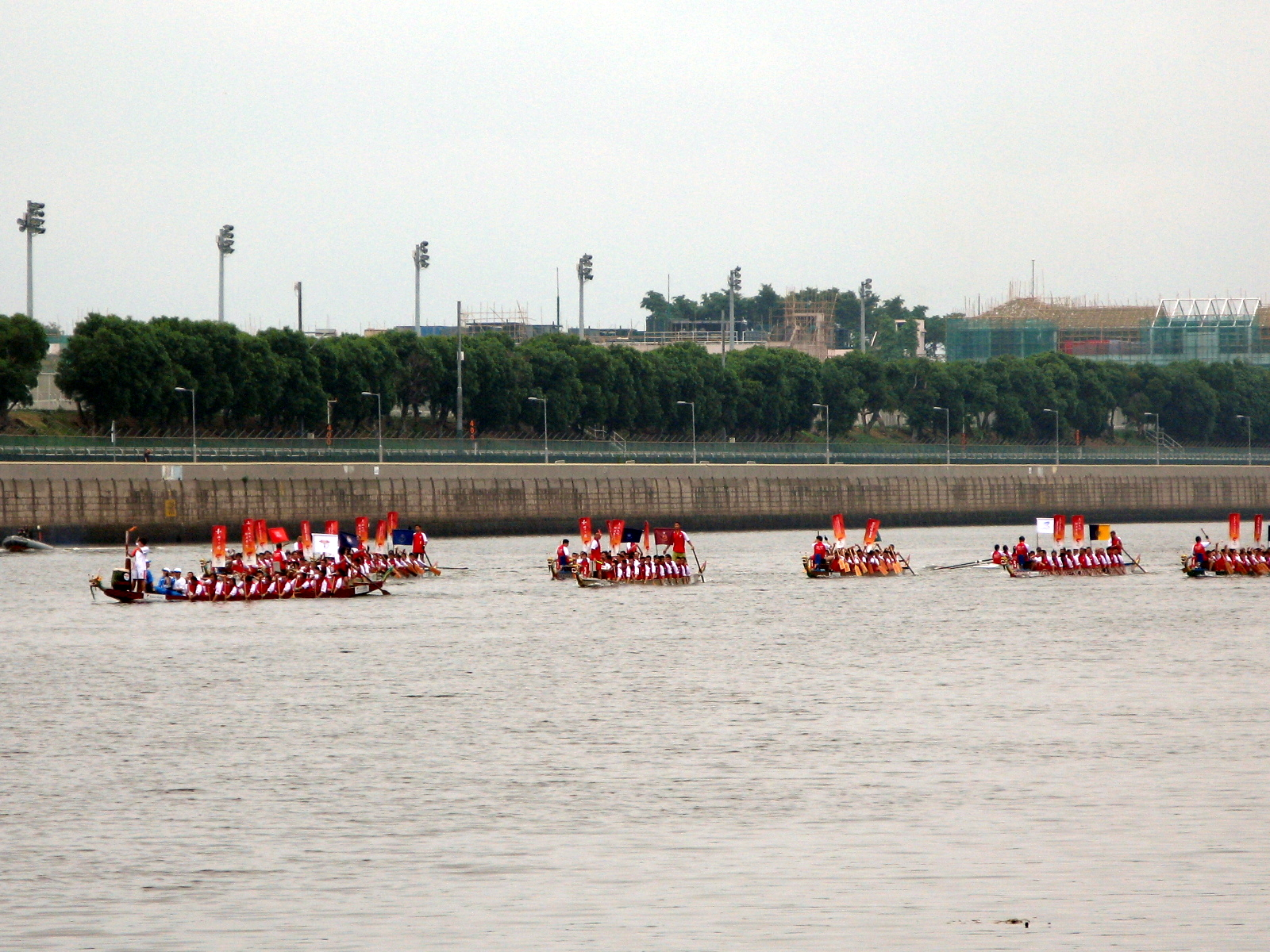
於香港沙田城門河上以龍舟傳遞奧運聖火的圖片

在2008年夏季奧林匹克運動會的香港區火炬接力（2008年5月2日）於沙田城門河的一段路程曾動用龍舟傳遞聖火，是奧運史上首次。一天後（2008年5月3日）的澳門區火炬接力於澳門西灣湖上也有用龍舟傳遞聖火。

## 參看
- 龙舟 (隋朝)
- 龍舟競賽

### 龍舟組織
- 香港赤柱龍舟協會 （页面存档备份，存于）
- 中國香港龍舟總會 （页面存档备份，存于）
- 香港獨木舟總會：龍舟（傳統艇） （页面存档备份，存于）
- 中國龍舟協會 （页面存档备份，存于）
- 英國龍舟協會 （页面存档备份，存于）
- 澳洲龍舟協會 （页面存档备份，存于）
- 日本龍舟協會 （页面存档备份，存于）
- 香港自由龍龍舟會 （页面存档备份，存于）
- 香港業餘龍舟總會 （页面存档备份，存于）